# Francis Masson
Francis Masson (srpen 1741, Aberdeen, Skotsko – 23. prosince 1805, Montreal) byl skotský botanik a zahradník a první "lovec" rostlin pro Královské botanické zahrady v Kew.

## Životopis
Masson se narodil v Aberdeenu. V šedesátých letech 17. století začal pracovat v Královských zahradách v Kew jako podzahradník. Masson byl prvním sběratelem rostlin, který byl vyslán z Kew nově jmenovaným ředitelem zahrad sirem Josephem Banksem. Vypravil se s Jamesem Cookem během jeho druhé plavby na lodi HMS Resolution do jižní Afriky, kde se vylodil v říjnu 1772. Pobyl tam až do roku 1775, kdy se vrátil do Anglie. Za tuto dobu nasbíral více než 500 rostlinných druhů. Roku 1776 odcestoval na Madeiru, Kanárské ostrovy, Azory a Antily. Roku 1783 sbíral rostliny v Portugalsku a v lednu 1786 se vrátil do jižní Afriky, kde zůstal až do března 1795.
Massonova jediná kniha, Stapeliae Novae, o jihoafrických sukulentech byla publikována roku 1796.
Objevil více než 1 700 nových rostlinných druhů, např.:
- Agapanthus inapertus
- Amaryllis belladonna
- Zantedeschia aethiopica
- Strelitzia reginae
- Senecio cruenta
- Protea cynaroides
- Kniphofia rooperi
- Trillium grandiflorum

V září roku 1797 odplul do Severní Ameriky. V prosinci připlul do New Yorku. Následujících několik let cestoval po americkém kontinentu a sbíral rostliny a semena. Navštívil Niagarský poloostrov a Lake Ontario. V prosinci 1805 zemřel v Montrealu a byl tam pohřben ve skotském presbyteriánském kostele, později známém jako St. Gabriel Street Church.
Po Massonovi je pojmenován rostlinný rod Massonia. V cruickshankské botanické zahradě v Old Aberdeenu se nachází pamětní Massonova plaketa.